# Rocky Linux
Rocky Linux est une distribution Linux basée sur le code source du système d'exploitation Red Hat Enterprise Linux (RHEL). Le but du projet est de proposer un système d'exploitation maintenu par la communauté et utilisable au sein des entreprises en production. Une première version de Rocky Linux est rendue disponible le 21 juin 2021.

## Histoire
Le 8 décembre 2020, la société Red Hat a annoncé qu'elle arrêtait le développement de CentOS Linux, qui était une version recevant les améliorations de Red Hat Enterprise Linux, au profit de CentOS Stream qui quant à elle sert à alimenter le projet Red Hat Enterprise Linux,. En réponse, le fondateur originel de CentOS, Gregory Kurtzer, a annoncé son intention de relancer un nouveau projet, avec les objectifs originaux de CentOS. Le nom de cette solution a été choisi en hommage au cofondateur du projet CentOS, Rocky McGaugh. Dès décembre 2020, le dépôt de code de Rocky Linux est devenu le dépôt le plus tendance sur GitHub.
Le 22 décembre 2020, le responsable communauté de Rocky Linux, Jordan Pisaniello, annonce que l'objectif d'une sortie initiale se situe entre mars et mai 2021. Le 20 janvier 2021, il a été annoncé qu'un dépôt de test serait mis à disposition au public à la fin de février, et qu'une première version bêta serait disponible à la fin du mois de mars. Cette date a été légèrement repoussée, la première version bêta de Rocky Linux étant officiellement sortie le 30 avril 2021.
Le 23 juin 2021, l'équipe de développement de Rocky Linux a annoncé officiellement que cette distribution était « production-ready » et prête à remplacer CentOS.